# FK Car Konstantin
Fudbalski Klub Car Konstantin Niš (serb.: Фудбалски Клуб Цap Koнcтaнтин Ниш) – serbski klub piłkarski z siedzibą w Niszu (w okręgu niszawskim), z dzielnicy Bubanj. Został utworzony w 1932 roku. Obecnie występuje w Srpskiej lidze (3. poziom serbskich rozgrywek piłkarskich), w grupie Istok. Nazwa klubu pochodzi od imienia cesarza rzymskiego Konstantyna I Wielkiego, który urodził się w 272 roku w Niszu.

## Historia
- 1932 - został założony jako SK Car Konstantin.
- 1944 - zmienił nazwę na FK Bubanj.
- 1953 - zmienił nazwę na FK Sloga.
- 1995 - zmienił nazwę na FK Car Konstantin.

## Stadion
Klub rozgrywa swoje mecze domowe na stadionie Stadion na Bubanju w Niszu, który może pomieścić 3.000 widzów.

## Sezony
| Sezon                          | Liga                                             | Poziom | Miejsce |
| Federalna Republika Jugosławii |                                                  |        |         |
| 1999/00                        | Srpska liga (Grupa Niš)                          | III    | 4       |
| 2000/01                        | Srpska liga (Grupa Niš)                          | III    | ?       |
| 2001/02                        | Srpska liga (Grupa Niš)                          | III    | 1       |
| 2002/03                        | Druga liga SR Јugoslavije – Grupa Istok (Wschód) | II     | 11      |
| Serbia i Czarnogóra            |                                                  |        |         |
| 2003/04                        | Srpska liga (Grupa Istok)                        | III    | 10      |
| 2004/05                        | Srpska liga (Grupa Istok)                        | III    | 6       |
| 2005/06                        | Srpska liga (Grupa Istok)                        | III    | 12      |
| Serbia                         |                                                  |        |         |
| 2006/07                        | Srpska liga (Grupa Istok)                        | III    | 16      |
| 2007/08                        | Zonska liga (Niska zona)                         | IV     | 2       |
| 2008/09                        | Srpska liga (Grupa Istok)                        | III    | 7       |
| 2009/10                        | Srpska liga (Grupa Istok)                        | III    | 8       |
| 2010/11                        | Srpska liga (Grupa Istok)                        | III    | 6       |
| 2011/12                        | Srpska liga (Grupa Istok)                        | III    | 3       |
| 2012/13                        | Srpska liga (Grupa Istok)                        | III    | 13      |
| 2013/14                        | Srpska liga (Grupa Istok)                        | III    | 9       |
| 2014/15                        | Srpska liga (Grupa Istok)                        | III    | 4       |
| 2015/16                        | Srpska liga (Grupa Istok)                        | III    | 4       |
| 2016/17                        | Srpska liga (Grupa Istok)                        | III    | 12      |
| 2017/18                        | Srpska liga (Grupa Istok)                        | III    | 2       |
| 2018/19                        | Srpska liga (Grupa Istok)                        | III    | 5       |
| 2019/20                        | Srpska liga (Grupa Istok)                        | III    | 11 *    |
| 2020/21                        | Srpska liga (Grupa Istok)                        | III    | ?       |

 * Z powodu sytuacji epidemicznej związanej z koronawirusem COVID-19 rozgrywki sezonu 2019/2020 zostały zakończone po rozegraniu 17 kolejek.

## Sukcesy
- 11. miejsce Drugiej ligi SR Јugoslavije – Grupa Istok (1x): 2003.
- mistrzostwo Srpskiej ligi – Grupa Niš (III liga) (1x): 2002 (awans do Drugiej ligi SR Јugoslavije).
- wicemistrzostwo Srpskiej ligi – Grupa Istok (III liga) (1x): 2018.
- wicemistrzostwo Zonskiej ligi – Grupa Niska zona (IV liga) (1x): 2008 (awans do Srpskiej ligi).